# Domus
Durante a Época Romana a palavra latina Domus (plural domūs, genitivo domūs ou domī) referia-se a casa, estando, por exemplo, na origem do adjectivo «doméstico». É a este modelo que, normalmente, se refere a expressão «casa romana».
É normalmente utilizada para designar as habitações urbanas de cariz unifamiliar, por oposição aos edifícios plurifamiliares conhecidos como insula, normalmente com vários andares e fracções independentes que eram alugadas.

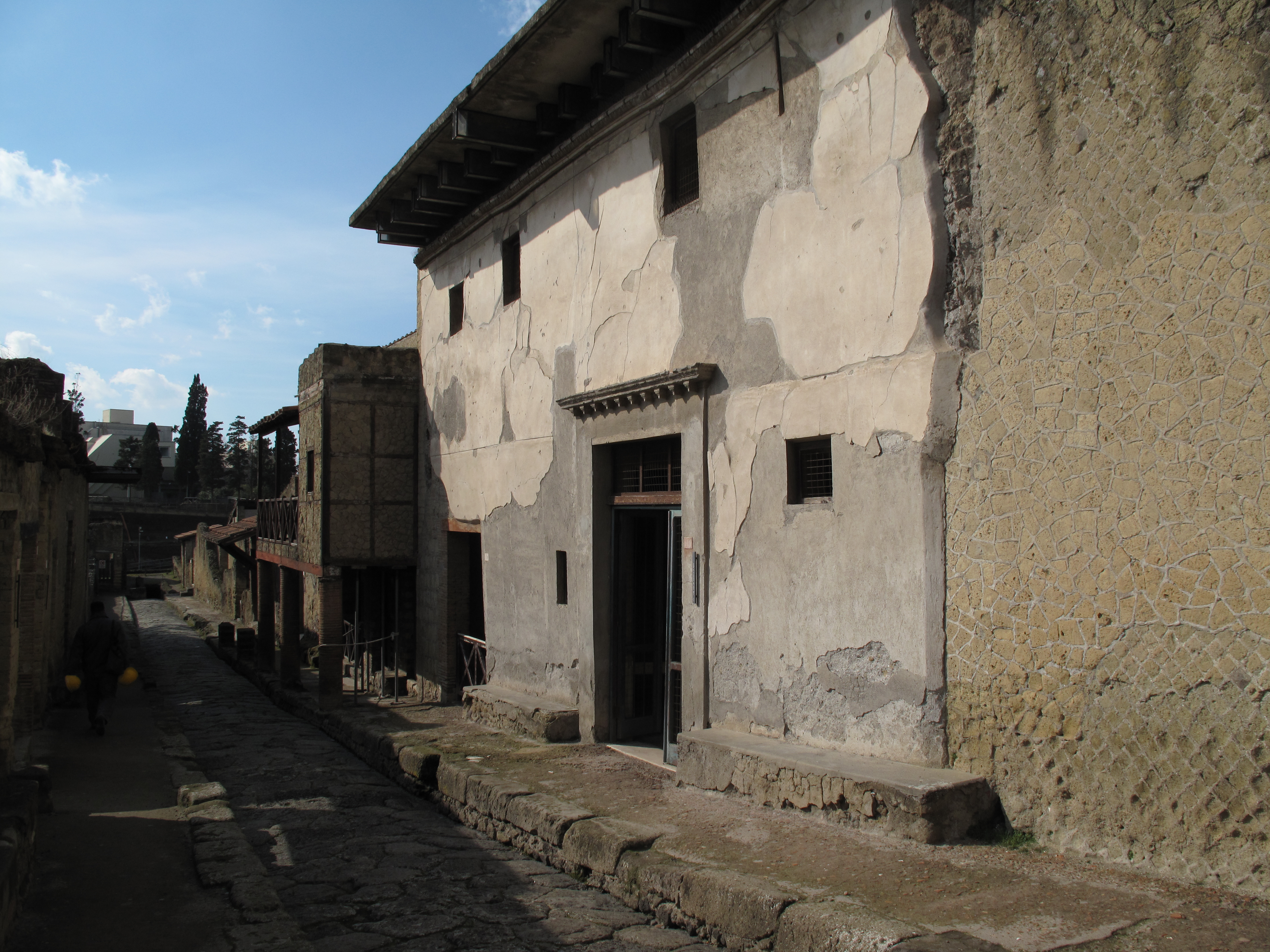
Fachada da chamada «Casa da partição de madeira» (Casa del Tramezzo di legno) em Herculano.

Apesar de geralmente a famílias abastadas ou patrícias (nome pelo qual é denominada a nobreza romana), a extensão e diversidade do Mundo Romano, que no seu auge, abarcou todo o entorno do Mediterrâneo e se estendeu até às ilhas britânicas, ditou que não só famílias ricas descendentes de elites da cidade de Roma vivessem neste tipo de habitação. Na verdade, os vestígios identificados nas diversas cidades romanas conhecidas, revelam domus de muitas escalas e graus de monumentalidade que são reflexo dos diferentes contextos socioeconómicos e poderes de compra das elites e classes médias-altas locais.
Assim, devemos considerar que algumas elites locais, comerciantes ou artesãos com mais posses habitavam também edifícios considerados como domus, ainda que as suas residências não fossem grandes, suntuosas e sofisticadas como as de algumas famílias patrícias de Roma, que correspondiam, na prática, ao que podemos considerar famílias multimilionárias.
Este modelo de habitação, originário do mundo itálico, e com influência helénica (grega), tem uma origem anterior à Época Romana, e corresponde a uma cultura e modo de habitar comum aos povos itálicos. Com a expansão militar e comercial de Roma, este modelo, bem como diversos aspectos da cultura romana foram difundidos e adoptados pelos habitantes dos territórios anexados.
Algumas das domus mais conhecidas encontra-se nas chamadas cidades vesuvianas. A erupção do Vesúvio, no ano de 79 d.C., resultou na destruição de várias localidades nas suas proximidades, tendo sepultado sob vários metros de depósitos vulcânicos as cidades de Pompeia e de Herculano. Este acontecimento conservou a grande maioria dos edifícios, impedindo a sua destruição ao longos dos séculos. Devido ao seu excelente estado de preservação foi possível aos arqueólogos estudar aprofundadamente sua arquitetura, servindo também de base para o estabelecimento de comparações com edfícios de outros pontos do Mundo Romano, que não têm este grau de preservação.

## Origem
É graças à influência grega que os cidadãos mais abastados começam a acrescentar às suas domus um peristilo, ou seja um pátio ajardinado rodeado de colunas.
A casa passa a ser composta por duas partes principais, a primeira, contígua à entrada, organizada em torno do átrio, enquanto a segunda se articula em torno do peristilo, na parte mais recuada da habitação.
Com o tempo, o átrio acabará por perder a sua importância a favor do peristilo, que se converte no centro da domus.
A partir do século I, as domus tornam-se cada vez mais sumptuosas e extravagantes. Nos peristilos surgem grandes jardins, com fontes, árvores de fruto, flores, estátuas e até lagos artificiais. O oecus é agora a principal divisão da casa, ocasionalmente usado como triclínio, para banquetes. Por vezes é tão grande que o seu tecto abobadado tem de ser sustido por colunas.
Em resposta às novas necessidades da classe elevada, multiplicam-se as divisões dedicadas ao ócio: a biblioteca (bibliotheca), a diaeta, pequeno pavilhão destinado a entreter os convidados, e o solário (solarium), que podia ser coberto quando chovia ou fazia frio.
O balneu (balneum) torna-se uma cópia exacta das termas, só que em pequena escala, com o apoditério (apodyterium) o tepidário (tepidarium), o caldário (caldarium) e o frigidário (frigidarium), piscinas de água morna, quente e fria, respectivamente.
Durante o Alto Império Romano, o peristilo sofre uma transformação, passando a ser aberto e decorado com uma fonte monumental no centro. Características deste período são também as grandes janelas e a profusão de divisões destinadas a banquetes. A Casa de Amor e Psique (Domus di Amore e Psiche), em Óstia, é emblemática desta época.

## A estrututa de umadomus

Planta e projecção isométrica de uma domus romana.
1. fauces (entrada)
2. Tabernas (lojas, oficinas)
3. Átrio (átrio)
4. Implúvio (cisterna)
5. Tablino (escritório)
6. Orto (orto)
7. Triclínio (sala de jantar)
8. Alas (divisões laterais)
9. Cubículo (quarto)

A domus desenvolvia-se na horizontal, embora pudesse haver um segundo piso.

## Estrutura da casa romana
A “domus” consistia num único andar, ou dois no máximo. Tinha planta retangular e era isolada do exterior por paredes uniformes, com poucas janelas. A luz entrava pelo centro, pelo atri (átrio), ou pelo peristilo. A primitiva casa itálica era dividida nestas partes:
- A entrada principal tinha um vestíbulo (vestibulum), um pequeno espaço abrigado antes da porta (ostium ou foris), que conduzia a um corredor denominado  fauces.
- O atrium (atrium) foi a primeira câmara a ser encontrada. Era o centro da casa primitiva e da vida familiar. Era um grande espaço coberto por um telhado exceto por uma grande abertura (compluvium) no meio que dava luz e ventilação e deixava a água da chuva cair no impluvium, uma piscina retangular que o recolheu e de onde saiu para uma cisterna subterrânea. Um pequeno poço próximo permitia tirar água. Originalmente era onde ficava a casa (foco), onde se cozinhava e se comia, mas nas casas de Pompéia não é possível encontrar ali a lareira. Em vez disso, geralmente havia uma lápide de mármore, uma capela dedicada aos lars (o larari ou lararium) e a caixa dos cabalos. Duas alas ([[Ala (arquitetura)|alae)]) em cada lado do átrio ampliavam o seu espaço.
- O tablinum localizava-se na parte posterior do átrio, separado por uma cortina ou grade de madeira. Era o escritório do pater familias, onde recebia visitas de clientes e guardava o arquivo familiar.
- Os cubicula ou quartos estavam localizados nas laterais do átrio.
- Os ambientes que ladeiam a entrada poderiam ser abertos para o interior – como sala do porteiro, quartos ou salas de jantar – ou abertos para o exterior. Neste caso o dono da casa alugava-as como lojas (tabernae).
- Muitas casas tinham um jardim (“hortus”) ao longo da parede posterior.
- Nos fundos do prédio havia uma praça com uma pilha, onde ficavam as carruagens e as ânforas, e uma sala para o capataz dos escravos (o ' 'villicus) e seus quartos. Aparentemente, este tipo de habitação era utilizada por proprietários de alguma importância que residiam na cidade e tinham os terrenos a curta distância. Quando os proprietários não tinham escravos não existiam tais dependências.

Os romanos geralmente mantiveram certas características da casa que não alteraram ao longo dos séculos. As proporções podiam variar de acordo com o tamanho e a forma do terreno à disposição do construtor, e o número de quartos acrescentados dependia das possibilidades ou gostos do proprietário, mas o núcleo básico era sempre o mesmo.
Atualmente, há muitas informações sobre esse assunto. Vitrúvio, arquiteto e engenheiro da época de César e Augusto, deixou uma obra detalhando seus princípios construtivos. as obras de muitos autores romanos contêm descrições gerais de partes de casas, ou pelo menos indicações e alusões que são muito úteis e, por último, foram descobertas plantas de muitas casas em Roma e em outros lugares, e em Pompéia foram encontradas as paredes de muitas casas. casas.
A primitiva casa romana remonta à vida simples dos agricultores dos tempos antigos, quando todos os membros da família viviam juntos num grande quarto. Nesta sala (átrio) cozinhava-se a comida, punha-se a mesa, realizavam-se todas as tarefas domésticas e ofereciam-se sacrifícios ao Lars. À noite, foi deixado um espaço para arrumar as camas.
A casa primitiva não tinha chaminé, o fumo saía por um buraco feito no telhado. Não havia janelas e toda a luz natural entrava pelo buraco no telhado. Havia apenas uma porta, a área da frente parecia reservada para mamãe e papai. Neste local era colocada a lareira, onde a mãe preparava a comida, e ela tinha por perto os utensílios que usava para fiar e costurar; aqui também ficava o baú ou baú onde o senhor guardava seus objetos de valor e onde era colocada sua cama quando ele dormia.
A casa mais antiga era uma cabana redonda ou oval com telhado pontiagudo, conforme retratado na cabana tradicional de Rômulo no Palatino. A forma circular foi preservada na forma em que foi construído o Templo de Vesta, a deusa que era adorada no coração destas cabanas. As cabines posteriores eram ovais. Mais tarde veio ainda o formato retangular. A aparência externa dessas cabanas lembra as urnas funerárias etruscas, descobertas em vários lugares da Itália.
A planta era um retângulo simples sem divisões. Pode ser considerada do ponto de vista histórico e arquitetónico o núcleo básico da casa romana. O seu próprio nome (átrio), que originalmente se referia a toda a casa, também foi preservado. Aparece nos nomes de alguns edifícios muito antigos de Roma usados para fins religiosos, o Atrium Vestae, o Atrium Libertaris, etc. No entanto, posteriormente o “átrio” foi aplicado a uma única câmara característica da casa.
Uma característica da casa posterior, tão frequentemente encontrada em ligação com o 'atrium, sugere que o tablinum, um amplo espaço em frente à porta de entrada, foi uma adição tardia. A origem do tablinum e os usos a que se destinava, tanto em épocas mais antigas como posteriores, ainda são motivo de discussão. No início pode ter tido uma finalidade apenas temporária, sendo construída com mesas (tabulae), e possuía uma porta no exterior sem qualquer ligação com o 'átrio. De qualquer forma, não existiu por muito tempo, e parede do meio fosse removida. Varró explicou que o tablinum era uma espécie de varanda ou alpendre, usado como sala de jantar na estação quente.
Em seguida, o átrio recebia luz de uma abertura central na cobertura, o complúvio. Este nome deriva do fato de que a chuva, ar e luz podiam entrar nele. Logo abaixo, no terreno, foi escavado um coletor, uma espécie de lagoa retangular, o impluvium, que coletava água para uso doméstico. Quando necessário mais espaço e privacidade, a casa era ampliada com pequenos cômodos que se abriam para o átrio nas laterais. O átrio no final junto com o tablinum percorria toda a largura entre as paredes externas, e os espaços ou buracos adicionais, um de cada lado, eram chamados de alae (asas).
A aparência desta casa vista da porta da frente lembrava uma igreja. O atrium correspondia à nave, e as duas alae aos transeptos, enquanto a abóbada do tablinum se assemelharia ao presbitério. Tanto quanto se sabe, a luz atingia as câmaras externas apenas através do átrio. Desta antiga casa encontramos preservado nos seus sucessores tudo o que está em frente à porta de entrada, o atrium com a sua alae e o tablinum ', o implúvio e o complúvio.
Os gregos parecem ter inspirado a ideia que os romanos mais tarde adoptaram: um pátio atrás do tablinum, aberto ao céu, rodeado de salas, para conter flores, árvores e arbustos. Este espaço aberto tinha colunas ao seu redor e muitas vezes uma fonte no centro. Recebeu o nome de persitylum (peristilo). Segundo Vitrúvio, deveria ser um terço mais largo do que comprido, mas nenhum vestígio dessas dimensões foi preservado. O acesso ao persitylum a partir do atrium podia ser feito através do tablinum, embora este fosse por vezes separado por uma porta dupla e um corredor estreito (andron) dos lados. Era utilizado por escravos ou por pessoas que não tinham o privilégio de passar pelo tablinum.
Tanto o corredor como o tablinum, poderiam ser fechados por portas laterais do átrio. A disposição das diferentes câmaras em torno do peristilo parece ter variado consoante o construtor ou proprietário; não existe nenhuma planta concreta. Dependendo das possibilidades do proprietário, existiam quartos, salas de jantar, bibliotecas, salas de pintura, cozinhas, estantes, guarda-roupas, banheiros privativos ou senzalas. Todas estas salas estavam voltadas para o peristilo, recebendo dele luz e ventilação, como acontecia com as salas ao redor do átrio. Posteriormente, foi acrescentado um jardim atrás do peristilo.
A mudança seguinte ocorreu apenas nas casas das vilas e aldeias, motivada pelas condições de vida urbana que não ocorriam no campo. Tanto nos tempos antigos como nos tempos modernos, os negócios espalhavam-se do centro das cidades para as zonas residenciais, sendo muitas vezes interessante para o proprietário de uma habitação adaptá-la às novas condições. Esta adaptação foi simples no caso da casa romana, graças à disposição dos quartos.
Já foi referido que todas as divisões davam para o interior da casa, que foram colocadas poucas janelas.
As divisões que davam para a rua, denominadas tabernas (tabernae), eram geralmente arrendadas a terceiros, sendo usadas como lojas ou oficinas. Não havia "montra" no sentido moderno do termo e a taberna abria directamente para a rua. Por vezes, os comerciantes ou artesãos alugavam igualmente o segundo piso, onde viviam com a sua família.
Ao entrar na casa de habitação, o visitante era conduzido pelo vestíbulo (vestibulum), o qual se abria para o átrio (atrium). O teto deste possuía uma abertura central, o complúvio (compluvium), por onde entrava a água da chuva, que era recolhida no implúvio (impluvium), uma cisterna quadrangular no centro do átrio.
Elemento central da domus, era no átrio que eram colocadas as imagens dos antepassados (imagines maiorum) e que o patrono vinha saudar os seus clientes ou convidados.

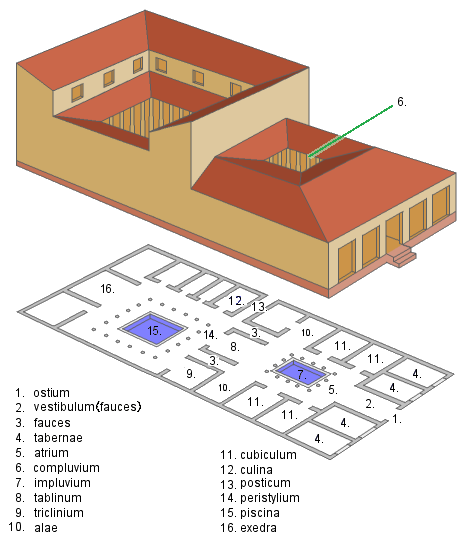
Planta de domus com átrio e peristilo

Em seu redor articulavam-se as outras divisões: os pequenos quartos de dormir (cubículos [cubicula]; singular: cubículo [cubiculum]), o triclínio (triclinium) ou sala de jantar, o tablínio (tablinium), onde o pater familias tratava dos seus negócios, e a cozinha (coquina ou culina). Havia ainda o larário (lararium), divisão destinada ao culto das divindades domésticas (Lares e Penates) e dos familiares falecidos (Manes).
Ao fundo da domus, encontrava-se por vezes uma área reservada aos banhos e um pequeno jardim (hortus), geralmente decorado com uma fonte.

## O ambiente dadomus

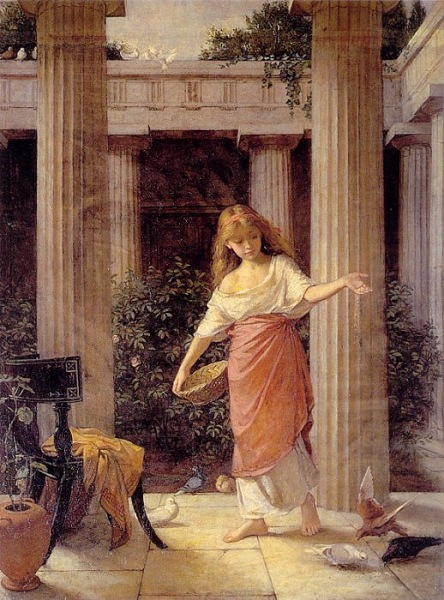
No Peristilo. Uma moça que dá de comer aos pombos no peristilo duma domus. John William Waterhouse, 1874

A domus não tinha vista para a rua. As janelas eram muito pequenas, a fim de proteger a casa de ruídos, do frio (o vidro era uma raridade) e, sobretudo, dos ladrões. Em consequência, as divisões recebiam luz solar essencialmente do complúvio ou do peristilo. Algumas casas tinham não só água canalizada mas também aquecimento central (o hipocausto).
As paredes e por vezes o teto era decorado com frescos. O chão era pavimentado com tijolos de terracota, mosaicos ou mármore, dependendo por um lado do tipo de divisão e, por outro, das posses do proprietário.
Na maior parte das casas, a mobília dos cubículos resumia-se a uma simples cama de madeira.
O triclínio deve o seu nome aos três leitos, dispostos em torno de uma mesa central, onde os comensais comiam reclinados.

Geralmente a cozinha era uma divisão exígua, com um pequeno fogão de pedra, estando a preparação das refeições a cargo dos escravos.

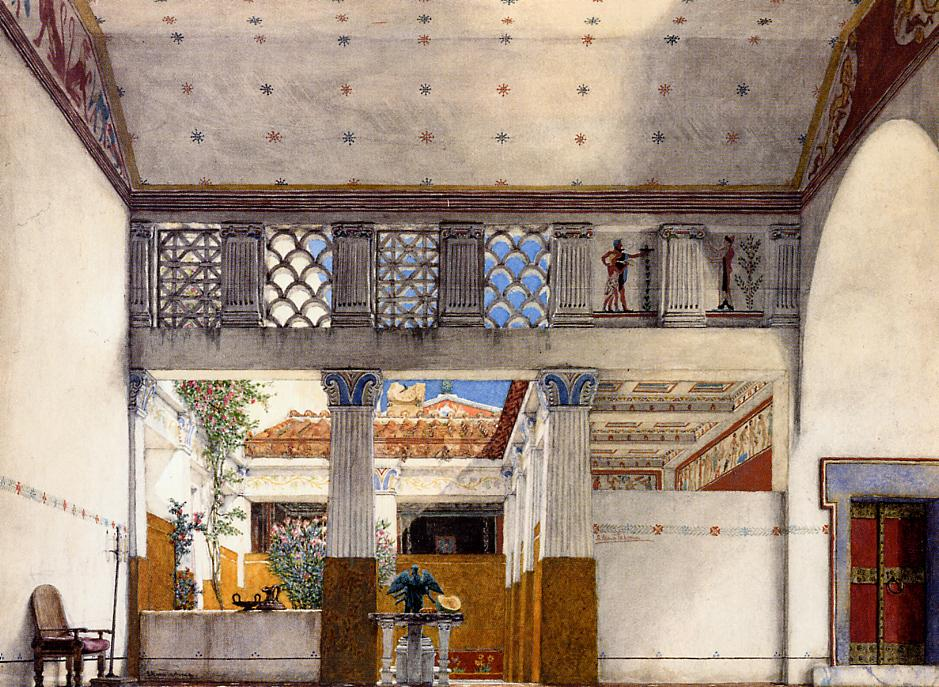
Interior da Casa de Caio Márcio, por Lawrence Alma-Tadema (1901). Visão artística de uma domus romana durante os tempos da República Romana.

Não havia espaços próprios para os escravos. Estes circulavam em toda a casa e à noite dormiam à porta do cubículo do seu senhor. Também as mulheres não estavam confinadas a quaisquer aposentos, dedicando-se às suas atividades no átrio ou noutras divisões, quando os homens saíam para o fórum.
Não havia igualmente uma distinção clara entre espaços domésticos privados e públicos.

### Imagens dedomusem Pompeia

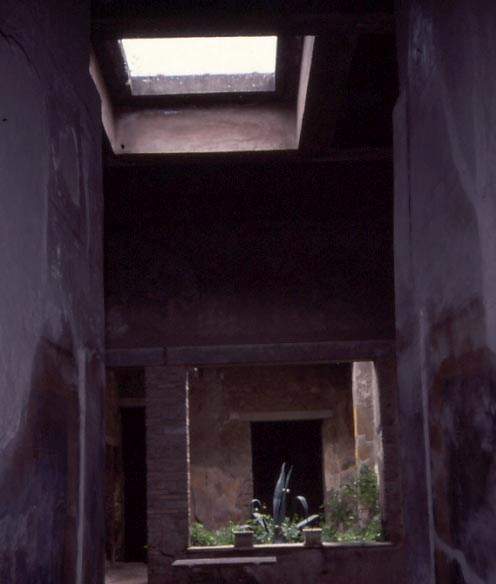
Átrio
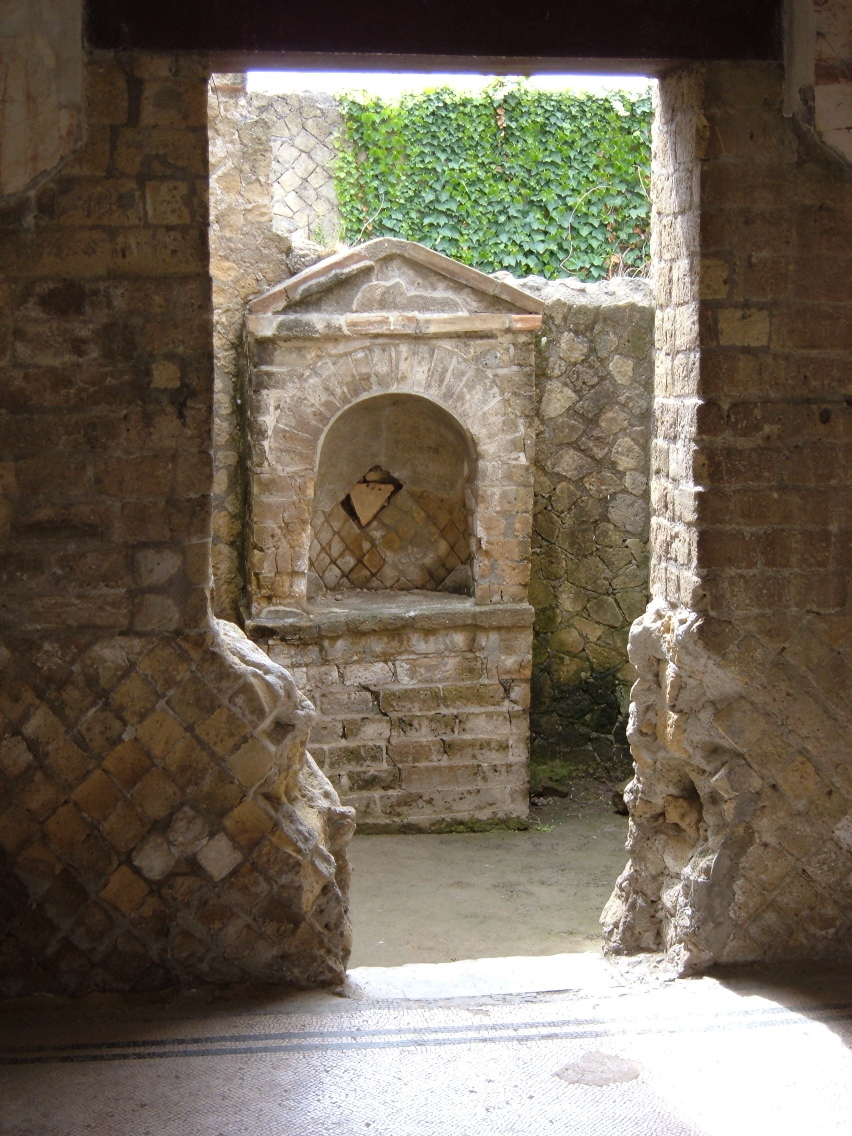
Altar doméstico
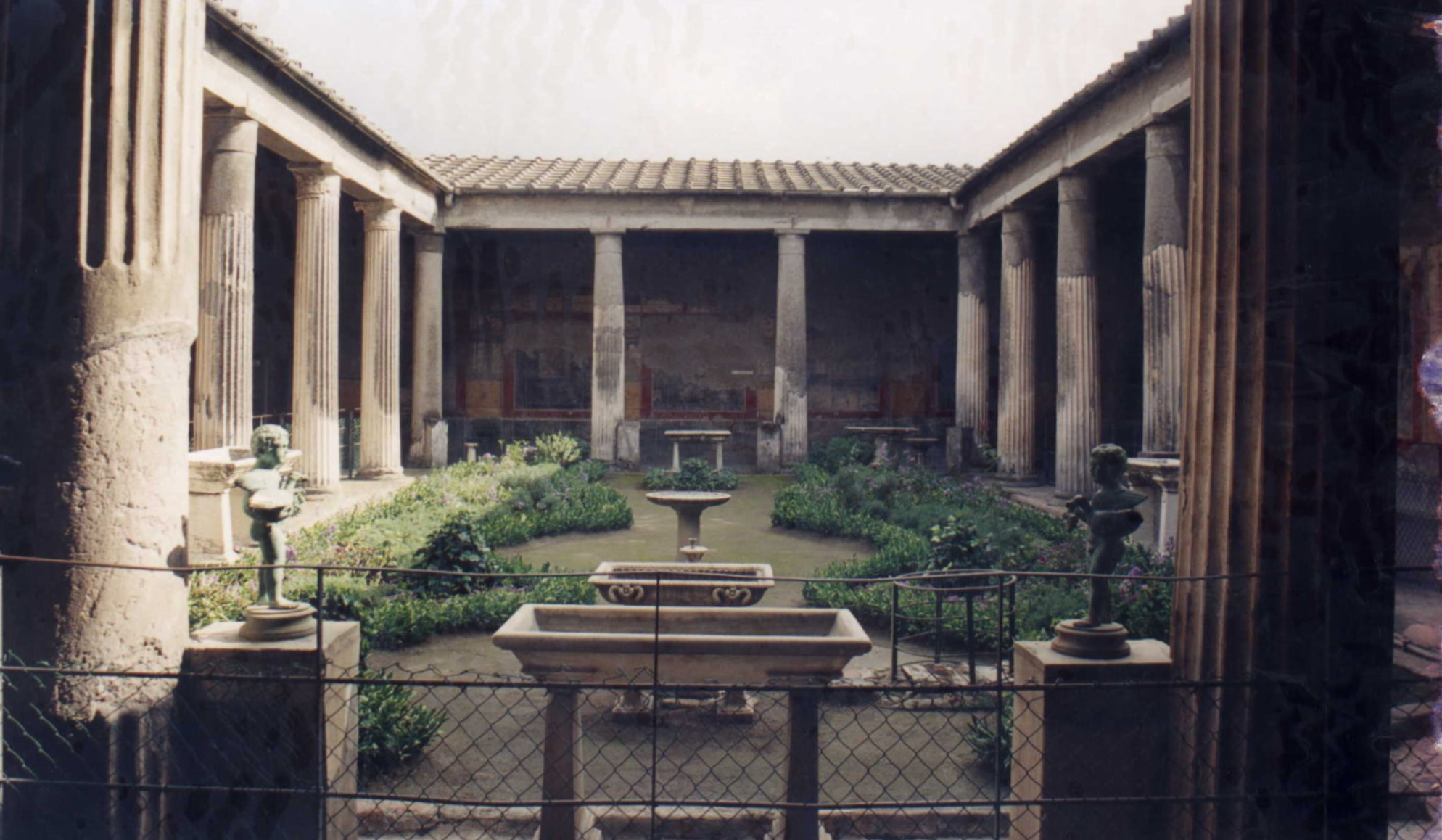
Jardim e arcada da Casa dos Vettii